# Cugliate-Fabiasco
Cugliate-Fabiasco är en kommun i provinsen Varese i regionen Lombardiet i Italien. Kommunen hade 3 079 invånare (2018).